# Dobré zprávy
Dobré zprávy jsou český televizní seriál z televizního a zpravodajského prostředí, který vysílala TV Prima. Premiéru měl 26. října 2022, závěrečná epizoda první série byla odvysílána 14. srpna 2023.

## Výroba
Natáčení započalo 8. června 2022 v holešovických ateliérech.

## Seznam dílů
| Řada | Díly | Premiéra v ČR  | Premiéra v ČR  |
| Řada | Díly | První díl      | Poslední díl   |
| ---- | ---- | -------------- | -------------- |
| 1    | 42   | 26. října 2022 | 14. srpna 2023 |

## Obsazení

### Hlavní role (prostředí televize)
| Herec              | Role                     | Díl | Řada | Rok  | Poznámky                                                                                      |
| ------------------ | ------------------------ | --- | ---- | ---- | --------------------------------------------------------------------------------------------- |
| Natálie Halouzková | Barbora Beránková        | 1   | 1    | 2022 | má 23 let; získala stáž v redakci Dobrých zpráv, které obdivuje, a tím si začne plnit své sny |
| Vladimír Polívka   | Ondřej Toman             | 1   | 1    | 2022 | kreativní producent a produkční Dobrých zpráv                                                 |
| Sára Rychlíková    | Monika (Mona) Fiedlerová | 1   | 1    | 2022 | moderátorka Dobrých zpráv                                                                     |
| Jan Fanta          | Šimon Polanský           | 1   | 1    | 2022 | moderátor Dobrých zpráv, bývalý novinář a válečný reportér                                    |
| Denisa Nesvačilová | Gita Rosová              | 1   | 1    | 2022 | moderátorka sportovních zpráv                                                                 |
| Ivana Korolová     | Jitka Křenková           | 1   | 1    | 2022 | stážistka, bojuje s Bárou                                                                     |
| Kristýna Frejová   | Mirka Cihlářová          | 1   | 1    | 2022 | hlavní produkční                                                                              |
| Dana Batulková     | Kateřina Fuchsová        | 1   | 1    | 2022 | ředitelka Dobrých zpráv                                                                       |
| Miroslav Šimůnek   | Marián Tleskač           | 1   | 1    | 2022 | rosnička                                                                                      |
| Alžbeta Stanková   | Hermína Hesová           | 1   | 1    | 2022 | moderátorka kutilského pořadu Hodinová manželka                                               |
| Igor Chmela        | Karel Kunc               | 1   | 1    | 2022 | má svou talkshow Host Karla Kunce                                                             |
| Jan Komínek        | Tadeáš Tyl               | 1   | 1    | 2022 | pekař a bratr Tobiáše Tyla, televizní show Bratři pekaři                                      |
| Tomáš Weber        | Tobiáš Tyl               | 1   | 1    | 2022 | pekař a bratr Tadeáše Tyla, televizní show Bratři pekaři                                      |
| Robert Urban       | David Lhoták             | 39  | 1    | 2023 | Producent po Ondřejovi                                                                        |

### Vedlejší role (prostředí televize)
| Herec               | Role                 | Díl | Řada | Rok  | Poznámky                                          |
| ------------------- | -------------------- | --- | ---- | ---- | ------------------------------------------------- |
| Jaromír Nosek       | Julius (Julda) Kmoch | 1   | 1    | 2022 | šéfmaskér, kamarád Mony                           |
| Vlastina Svátková   | Anděla Gallová       | 1   | 1    | 2022 | herečka                                           |
| Renata Kotapišová   | Dita Tintěrová       | 1   | 1    | 2022 | recepční v hlavní budově Primy                    |
| Vojtěch Vodochodský | Petr Dvořák          | 1   | 1    | 2022 | bývalý válečný reportér                           |
| Václav Šanda        | Zdeněk Malý          | 1   | 1    | 2022 | redaktor a nejlepší kamarád Ondry Tomana          |
| Josef Horák         | Pavel Kovář          | 1   | 1    | 2022 | kameraman reportáží                               |
| Ondřej Lechnýř      | Kamil Peterka        | 1   | 1    | 2022 |                                                   |
| Milan Enčev         | Libor Kašpar         | 1   | 1    | 2022 | režisér                                           |
| Mariana Prachařová  | Aneta Tmějová        | 1   | 1    | 2022 | asistentka Ondřeje                                |
| Vojtěch Kotek       | David Frýdl          | 6   | 1    | 2022 | novinář a známý Karla Kunce                       |
| Olga Želenská       | Soňa Kalinová        | 1   | 1    | 2022 | šéfkostymérka                                     |
| Lída Razimová       | Eva Šedivá           | 1   | 1    | 2022 | uklízečka                                         |
| Tereza Sochorová    | Marie Benešová       | 1   | 1    | 2022 | kostymérka                                        |
| Jakub Dittrich      | Jan Daněk            | 1   | 1    | 2022 | Kameraman                                         |
| Lukáš Adam          | Marek Novák          | 1   | 1    | 2022 | zvukař                                            |
| Nikola Heinzlová    | Bibi Málková         | 1   | 1    | 2022 | herečka                                           |
| Jiří Perůtka        | Adam Lukeš           | 1   | 1    | 2022 | střihač                                           |
| Vít Maštalír        | Vladimír Němec       | 1   | 1    | 2022 | produkční                                         |
| Jiří Šafránek       | Vladimír Šťovík      | 3   | 1    | 2022 | vedoucí výzkumu a analytiky sledovanosti TV Prima |
| Radek Melša         | Patrik Kalina        | 3   | 1    | 2022 | hudebník pro televizi                             |

### Vedlejší role (život mimo televizi)
| Herec              | Role                       | Díl     | Řada | Rok  | Poznámky                                                 |
| ------------------ | -------------------------- | ------- | ---- | ---- | -------------------------------------------------------- |
| David Prachař      | Jaroslav (Jerry) Beránek   | 1       | 1    | 2022 | otec Báry a Michala                                      |
| Linda Rybová       | Miluše (Miluška) Beránková | 1       | 1    | 2022 | máma Báry a Michala                                      |
| Ondřej Rychlý      | Michal Beránek             | 1       | 1    | 2022 | bratr Báry Beránkové                                     |
| Darija Pavlovičová | Františka (Fany) Peřinová  | 1       | 1    | 2022 | nejlepší kamarádka Báry a vlastní s Bárou místní hospodu |
| Kateřina Klausová  | Sabina Maříková            | 1-5 31- | 1    | 2022 | rozešla se s Michalem, mají spolu dítě                   |
| Meda Marienková    | Viktorie Beránková         | 5       | 1    | 2022 | dcera Michala a Sabiny                                   |
| Veronika Žilková   | Lída (Leontýna) Tomanová   | 1       | 1    | 2022 | matka Ondry Tomana                                       |
| Martin Preiss      | Tomáš Zelinka              | 1       | 1    | 2022 | starosta vesnice                                         |
| Lucie Benešová     | Jana Zelinková             | 1       | 1    | 2022 | manželka starosty                                        |
| Petr Ryšavý        | Jakub Zelinka              | 1       | 1    | 2022 | syn starosty a zaměstnanec místní hospody                |
| Jan Čenský         | Václav Petrásek            | 1       | 1    | 2022 | podnikatel                                               |
| Zdeněk Žák         | Radoslav Toman             | 1       | 1    | 2022 | tchán Lídy Tomanové a dědeček Ondry Tomana               |
| Lukáš Langmajer    | Čeněk (Čenda) Neruda       | 1       | 1    | 2022 | traktorista a kamarád Jerryho                            |
| Martina Preissová  | Jiřina Nerudová            | 1       | 1    | 2022 | manželka Čendy a kamarádka Miluše                        |
| Anna Stropnická    | Radka Nerudová             | 14      | 1    | 2022 | neteř Čendy a Miluše                                     |
| Petr Vydra         | Vladimír Mašek             | 1       | 1    | 2022 | traktorista                                              |
| Jakub Žáček        | Miroslav (Míra) Šerák      | 1       | 1    | 2022 | traktorista                                              |
| Jana Stryková      | Sofie Kuncová              | 2       | 1    | 2022 | nemocná manželka Kunce                                   |
| Johana Nováčková   | JUDr. Diana Kuncová        | 9       | 1    | 2022 | dcera Karla a Sofie, právnička                           |
| Vojtěch Efler      | Mgr. Jiří Krejcar          | 2       | 1    | 2022 | právník s špatným hodnocením                             |
| Marek Vašut        | Petr Král                  | 2       | 1    | 2022 | podnikatel, hráč tenisu a milenec Mony                   |
| Jan Knespl         | Martin Nový                | 2       | 1    | 2022 |                                                          |
| Josef Hervert      | Milan Viktora              | 2       | 1    | 2022 | fotograf bulváru                                         |
| Denis Docenko      | Daniel Svoboda             | 2       | 1    | 2022 | Číšník                                                   |
| Ivana Andrlová     | Danuše Kovářová            | 2       | 1    | 2022 |                                                          |